# مانارا
مانارا ((بالعبرية: מְנָרָה)) هو كيبوتس يقع في منطقة الجليل الأعلى في شمال إسرائيل، متاخماً للحدود اللبنانية، ويطل على سهل الحولة. يندرج ضمن اختصاص مجلس الجليل الأعلى الإقليمي. تأسس الكيبوتس في عام 1943 من قبل أعضاء مجموعة هنوعار هعوفيد فيهلوميد للشبيبة، ومهاجرين آخرين من ألمانيا وبولندا.

## روابط خارجية
- الموقع الرسمي (بالعبرية)